# Transsyberia Rallye
Die Transsyberia Rallye war ein lizenzfreies Rallye Raid und fand von 2003 bis 2008 statt. Im jährlichen Rhythmus führte sie vom Osten Europas bis nach Asien. Dabei gab es On-road-Abschnitte als Verbindungsetappen zur Distanzüberwindung und Off-road-Strecken, in denen Wertungsprüfungen abgehalten wurden. Die Teilnahme war offen für Amateure und Profis, gefahren wurde in seriennahen Fahrzeugen.

## Geschichte
Die erste Transsyberia Rallye startete am 2. September 2003 in Polen und endete am 30. September 2003 in der russischen Hafenstadt Magadan an der Ost-Sibirischen Küste. Erster Veranstalter war Romuald Koperski. Im August 2006 nahm Richard Schalber erstmals an der Transsyberia Rallye teil und gewann diese. Anschließend erwarb seine Firma Schalber Event GmbH die Rechte und übernimmt seitdem die Organisation.

## Charakter der Transsyberia Rallye
Die Transsyberia Rallye war eine Langstreckenrallye, bei der über einen meist 14-tägigen Zeitraum über 7.000 km zurückgelegt wurden. Einzelne Etappen erstreckten sich auf bis zu 900 km. Sie wurde nicht auf kurzzeitig abgesperrten Straßenabschnitten und Feldwegen ausgetragen, sondern überwiegend im freien Gelände (Off-road oder Cross Country).
Die Wertung ergab sich aus mehreren Wertungs- bzw. Sonderprüfungen. Es zählte am Ende der Zeitfaktor, aber um sein 4x4-Gefährt auch sicher ins Ziel zu bringen, spielen Navigation und die richtige Einschätzung der Bodenbedingungen im Verhältnis zur Geschwindigkeit eine herausragende Rolle. Wer die gesetzte Minimumzeit unterschritt, erhielt Strafzeiten. So wollte die Organisation sicherstellen, dass mit Bedacht gefahren wird. Gewertet wurde in verschiedenen Klassen. Es gab unter anderen auch eine Kategorie für historische Fahrzeuge bis Baujahr 1988.
Austragungsmonate waren der Juli und August, um den langen sibirischen Winter zu umgehen. Trotzdem konnte es in den 14 Rallye-Tagen Nächte mit Frost geben. Doch nicht nur die Temperaturen und die teilweise unwegsame Landschaft gehörten zu den Härten der Rallye. Wer nach einem bis zu 16 Stunden langen Tag das Camp erreichte, musste unter Umständen noch einige Stunden am Fahrzeug verbringen, um Reparaturen und Instandsetzungen durchzuführen.

## Route
Die Route der Transsyberia wurde jährlich neu gescoutet und fixiert. Während die ersten Rallyes in Polen starteten, ist 2007 und 2008 Moskau der Ausgangspunkt und Ulan Bator, Hauptstadt der Mongolei und die kälteste Hauptstadt der Erde mit einem Jahresdurchschnitt von −1 Grad, die Zielstadt. Dazwischen lagen 14 Tagesetappen mit über 7.000 km, der Ural, das Altai-Gebirge, die Steppe der Mongolei und die Wüste Gobi.

## Sieger der Transsyberia Rallye ab 2007

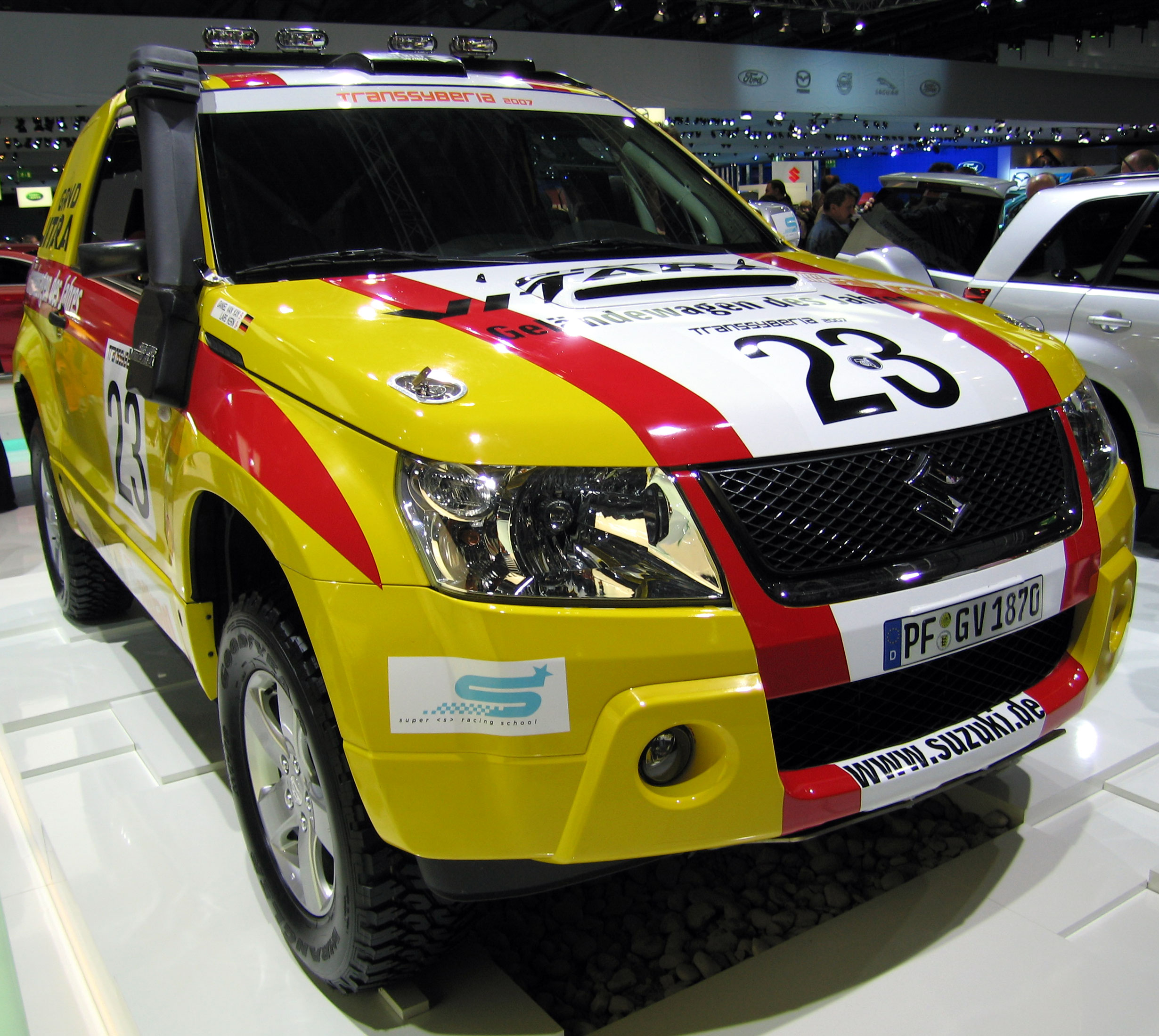
Suzuki Grand Vitara 2007 von Lars Kern und Daniel van Kan

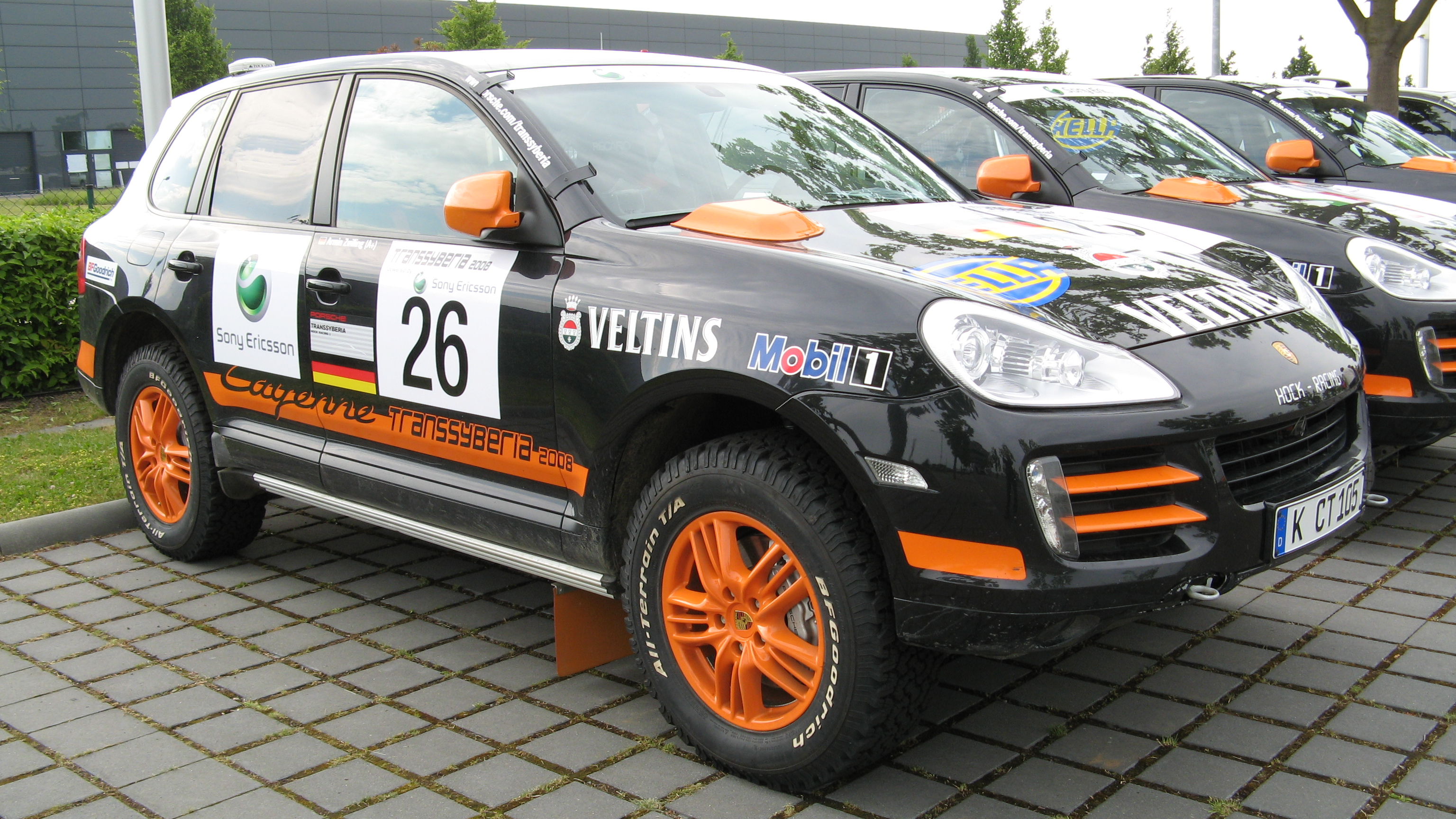
Porsche Cayenne Transsyberia 2008 von Armin Zwilling und Horst Eckert als Team "Hock Racing 1"

| Jahr | Klasse 1C (4x4 Fahrzeuge mit Benzinmotor über 4 l Hubraum) | Klasse 1C (4x4 Fahrzeuge mit Benzinmotor über 4 l Hubraum) | Klasse 1B (4x4 Fahrzeuge mit Benzinmotor bis 4 l Hubraum) | Klasse 1B (4x4 Fahrzeuge mit Benzinmotor bis 4 l Hubraum) |
| Jahr | Fahrer                                                     | Marke                                                      | Fahrer                                                    | Marke                                                     |
| ---- | ---------------------------------------------------------- | ---------------------------------------------------------- | --------------------------------------------------------- | --------------------------------------------------------- |
| 2007 | Millen, Rod/Kelsey, Richard                                | Porsche Cayenne                                            | Baur, Hans/Blaeß, Rolf                                    | Mercedes-Benz ML 350                                      |
| 2008 | Lavieille, Christian/Borsotto, Francois                    | Porsche Cayenne                                            | Danner, Christof/Szekeres, Jan                            | Mercedes G 320                                            |

| Jahr | Klasse 2A (4x4 Fahrzeuge mit Dieselmotor bis 3 l Hubraum) | Klasse 2A (4x4 Fahrzeuge mit Dieselmotor bis 3 l Hubraum) | Klasse 2B (4x4 Fahrzeuge mit Dieselmotor über 3 l Hubraum) | Klasse 2B (4x4 Fahrzeuge mit Dieselmotor über 3 l Hubraum) |
| Jahr | Fahrer                                                    | Marke                                                     | Fahrer                                                     | Marke                                                      |
| ---- | --------------------------------------------------------- | --------------------------------------------------------- | ---------------------------------------------------------- | ---------------------------------------------------------- |
| 2007 | Kern, Lars/van Kan, Daniel                                | Suzuki Grand Vitara                                       | Garnham, Simon/Garnham, Matt                               | Toyota Landcruiser                                         |
| 2008 | Kramer, Andreas/Ettenberger, Kurt                         | Suzuki Grand Vitara                                       | Baier, Uta/Steinbring, Mario                               | Toyota HZJ 80                                              |

| Jahr | Klasse 4 (Historische Fahrzeuge bis Baujahr 1987) | Klasse 4 (Historische Fahrzeuge bis Baujahr 1987) |
| Jahr | Fahrer                                            | Marke                                             |
| ---- | ------------------------------------------------- | ------------------------------------------------- |
| 2007 | Brandenburg, Erik/Preuß, Stefan                   | Porsche 911 Carrera                               |

Gesamtsieger 2007
| Position | Fahrer                          | Marke               |
| -------- | ------------------------------- | ------------------- |
| 1        | Millen, Rod/Kelsey, Richard     | Porsche Cayenne     |
| 2        | Tognana, Antonio/Cassina, Carlo | Porsche Cayenne     |
| 3        | Abdulla, Adel/Lutteri, Norbert  | Porsche Cayenne     |
| 4        | Kern, Lars/van Kan, Daniel      | Suzuki Grand Vitara |
| 5        | Soler, Pau/Peinado, Laia        | Porsche Cayenne     |

Gesamtsieger 2008
| Position | Fahrer                                  | Marke           |
| -------- | --------------------------------------- | --------------- |
| 1        | Lavieille, Christian/Borsotto, Francois | Porsche Cayenne |
| 2        | Soler, Pau/Peinado, Laia                | Porsche Cayenne |
| 3        | Schwarz, Armin/Schulz, Andreas          | Porsche Cayenne |
| 4        | Gameiro, Pedro/Figueiredo, Pedro        | Porsche Cayenne |
| 5        | Levyatov, Denis/Talantsev, Sergey       | Porsche Cayenne |